# 젠다성의 포로 (1952년 영화)
젠다성의 포로(The Prisoner Of Zenda)는 미국에서 제작된 리처드 소프 감독의 1952년 모험 영화이다. 스튜어트 그레인저 등이 주연으로 출연하였고 팬드로 S. 버먼 등이 제작에 참여하였다.

## 출연

### 주연
- 스튜어트 그레인저
- 데보라 카

### 조연
- 루이스 칼헌
- 제인 그리어
- 루이스 스톤
- 로버트 더글러스
- 제임스 메이슨
- 로버트 쿠트
- 피터 브로코
- 프란시스 파이어롯

## 제작진
- 각색: 웰스 루트
- 의상: 월터 플렁킷